# Ligue allemande des libres-penseurs
La Ligue allemande des libres-penseurs (Deutscher Freidenkerbund en allemand) est une organisation créée en 1881 par le physicien et philosophe matérialiste Ludwig Büchner, dans le but de s'opposer à la puissance politique des Églises en Allemagne.  
En 1885, le groupe compte déjà 5000 membres. La Ligue est interdite au printemps 1933, lorsqu'Adolf Hitler déclare illégaux tous les groupes athées et libres-penseurs en Allemagne. Le Hall des libres-penseurs, qui constituait les locaux de l'organisation, est alors utilisé comme un bureau d'accueil pour conseiller le public sur les questions religieuses.